# The Nightingale – Schrei nach Rache
The Nightingale – Schrei nach Rache (Originaltitel: The Nightingale) ist ein australischer Western von Jennifer Kent, die hierbei Regie führte, das Drehbuch schrieb und als Koproduzentin auftrat. Der Film ist eine Mischung aus Rachewestern und Drama und handelt von einer jungen Frau, die nach einer Gräueltat an sich und ihrer Familie Rache nehmen will.
The Nightingale feierte am 6. September 2018 bei den Internationalen Filmfestspielen von Venedig seine Weltpremiere. Am 25. Juni 2020 erschien er über Koch Media in Deutschland.

## Handlung
Anfang des 19. Jahrhunderts lebt die Irin Clare als verurteilte Straftäterin nahezu rechtlos in der britischen Kolonie Tasmanien. Mit ihrem Ehemann Aidan hat sie eine gemeinsame Tochter und hofft, dass der englische Leutnant Hawkins ihr bald die Freiheit zugesteht, die er ihr seit Monaten verspricht. Hawkins begehrt Clare allerdings viel zu sehr, als dass er sie jemals gehen lassen würde. Nach einem Auftritt als „singende Nachtigall“ für die Truppe wird Clare von Hawkins vergewaltigt. Aidan bittet am nächsten Tag persönlich bei Hawkins um Clares Freiheit, Hawkins verweigert sie abermals. In seiner Wut schlägt Aidan Hawkins, woraufhin dieser um seine Beförderung gebracht wird. Hawkins stattet der Familie später am Abend zusammen mit den Offizieren Ruse und Jago einen Besuch ab. Infolgedessen kommt es zum Streit, bei dem Aidan erschossen wird und Clare erst von Hawkins, dann von Ruse vergewaltigt wird. Weil Jago das schreiende Baby nicht beruhigen kann, schleudert er es gegen die Wand und tötet es. Jago wird von Hawkins instruiert, die „Dinge zu beenden“, schlägt Clare aber nur bewusstlos.
Am folgenden Tag erwacht Clare und meldet den Vorfall der örtlichen Polizei. Der Beamte glaubt ihr erst nicht. Auf ihr Flehen hin verfasst er einen Bericht, der keine Strafe für die Täter nach sich zieht. Währenddessen verlassen Hawkins und seine Männer die Siedlung, um doch noch die Beförderung in Launceston zu erhalten. Dabei müssen sie den tasmanischen Urwald durchqueren, was nur mit einem einheimischen Führer namens Onkel Charlie gelingt. Traumatisiert und besessen von Rache entschließt sich Clare, den Soldaten mit der Unterstützung des fährtenlesenden Aborigines Mangana (Baykali Ganambarr) zu folgen. Diesem erzählt sie jedoch erst nichts von ihren Racheplänen, lügt stattdessen, dass sie ihrem Mann hinterher reisen will. Anfangs verhält Clare sich Mangana gegenüber rassistisch, im Laufe ihrer Reise stellen die beiden jedoch immer mehr Gemeinsamkeiten fest und gewinnen eine zunehmende Wertschätzung für die Kultur des anderen.
Hawkins findet Gefallen an einem der Sträflinge, einem Kind namens Eddie, und Ruse entführt eine Frau namens Lowanna, um sie als Sexsklavin zu benutzen. Als die Familie von Lowanna versucht, sie zu retten, wird sie getötet und Jago schwer verletzt. Hawkins flieht mit Eddie und Ruse und lässt Jago zurück. Dieser läuft auf seiner Flucht Clare in die Arme, die ihn stellt. Sie schießt ihm ins Bein, kann keine weitere Kugel abfeuern und ersticht ihn mit seinem eigenen Messer. Abschließend erschlägt sie ihn wie ihm Wahn. Da Mangana noch immer glaubt, Clare würde ihren Ehemann suchen, will er sie angesichts der brutalen Szene, die er beobachtet hat, verlassen. Sie erzählt ihm den wahren Grund für ihre Reise und er verspricht ihr, ihr bei ihrem Rachefeldzug zu helfen. In der Nacht wird Clare von Albträumen heimgesucht, in dem ihr toter Ehemann und Tochter aber auch der tote Jago vorkommen.
Aus Rache für die Aktionen der Soldaten gegenüber den Eingeborenen entschließt sich Charlie, die Reise auf den Gipfel eines Berges umzuleiten. Ruse tötet ihn, weshalb er von Hawkins gezwungen wird, von nun an die Gruppe selbst durch den Urwald zu führen. Clare und Mangana finden Charlies Leiche. Mangana führt ein Bestattungsritual durch und hat nun ebenfalls einen Grund sich an den Soldaten zu rächen. Es gelingt den beiden, sich vor die Gruppe zu setzen, als Clare freie Schussbahn auf Hawkins hat, kann sie nicht den Abzug drücken. Sie wird von Hawkins mit einem Streifschuss am Arm getroffen. Mangana läuft den Soldaten in die Arme und soll ihnen den Weg in die Stadt Launceston zeigen. Als er sie auf die Hauptstraße führt, bittet Hawkins Eddie ihm seine „Belohnung“ zu geben. Eddie kann den Aborigine nicht erschießen und lässt ihn entkommen. Hawkins erschießt daraufhin Eddie. Clare findet ebenfalls den Weg auf die Hauptstraße und trifft auf Mangana. Beide setzen ihre Reise in die Stadt fort.
In Launceston angekommen konfrontiert Clare Hawkins vor seinen Offizierskollegen und Vorgesetzten mit seinen Verbrechen. Clare und Mangana fliehen aus der Stadt. Mangana will den Soldaten nicht ungestraft davonkommen lassen und kehrt nachts mit Kriegsbemalung und Speeren allein zurück. Clare bemerkt seine Abwesenheit und folgt ihm. Es gelingt Mangana Hawkins und Ruse zu töten, wird aber selbst tödlich am Bauch verletzt. Beide reiten zum Strand. Und während Mangana sich singend und tanzend zum freien Mann erklärt und Clare ein gälisches Volkslied singt, beobachten beide die aufgehende Sonne.

## Kritik
The Nightingale erhielt vorwiegend positive Kritiken. In der Internet Movie Database hat der Film derzeit eine durchschnittliche User-Wertung von 7,3/10. Bei Rotten Tomatoes waren 86 Prozent von den 242 ausgewerteten Kritiken positiv.
Von verschiedenen Medien wurde die Authentizität und die historische Aufarbeitung gelobt. Das Online-Magazin ThrillAndKill.com bezeichnet The Nightingale als „insgesamt stark erzählter Film, der Einblicke in eine in Europa eher unbekannte Historie gibt und ohne mit der Moralkeule zu schwingen, das immer aktuelle Thema Rassismus aufgreift.“
Filmstarts.de nannte den Film „ein beklemmendes und nie selbstzweckhaft-brutales Historien-Drama mit schockierenden Horroreinschüben und drei herausragenden Hauptdarstellern.“

## Auszeichnungen
The Nightingale wurde u. a. 2019 mit dem australischen AACTA Award in sechs Kategorien ausgezeichnet (bester Film, beste Regie, beste Hauptdarstellerin beste Nebendarstellerin, bestes Drehbuch). Insgesamt war er in 15 Kategorien nominiert. 2020 erhielt der Film neun Auszeichnungen des AFCA Award, darunter ebenfalls als bester Film.
Insgesamt konnte The Nightingale 23 Auszeichnungen weltweit gewinnen.